# Diego Morcillo Rubio de Auñón
Diego Morcillo Rubio de Auñón de Robledo, O.SS.T. (Villarrobledo, Reino de Toledo, 3 de enero de 1642-Lima, Virreinato del Perú, 12 de marzo de 1730) fue un religioso trinitario español que fue asignado como obispo de León en Nicaragua de 1701 a 1708 y de La Paz de 1708 a 1714.
Luego fue nombrado arzobispo de La Plata en Charcas que ejerció de 1714 a 1723. Temporalmente abandonó su sede al ser nombrado como virrey interino del Perú en 1716, cargo que ejerció por casi dos meses. Unos años después fue nombrado virrey titular, de 1720 a 1724, y por último, arzobispo de Lima, de 1723 hasta su fallecimiento.
Como virrey desempeñó una administración solvente. En el aspecto defensivo tomó medidas para hacer frente a los piratas ingleses John Clipperton y George Shelvocke que incursionaron las costas del Pacífico sudamericano. Tuvo que enfrentar en 1723 el alzamiento de los indios araucanos en la Gobernación de Chile. Apoyó la construcción del Monasterio de las Trinitarias de Lima. Puso mucho celo en el envío a la Corona de los impuestos y tributos correspondientes. 
En las postrimerías de su gobierno virreinal estalló la revolución de José de Antequera y Castro en el Paraguay, ante la cual no demostró mucha energía. Era todavía virrey, cuando fue nombrado arzobispo de Lima y, en tal calidad, recibió las bulas de la canonización de Toribio de Mogrovejo y Francisco Solano, y presidió las fiestas celebratorias del primero en 1729, que fueron muy fastuosas.

## Formación y primeros cargos
Diego Morcillo Rubio de Auñón nació el 3 de enero de 1642 en Villarrobledo, del Reino de Toledo, siendo hijo de Alfonso Morcillo Rubio de Muñón y María Manzano.
A temprana edad ingresó en la Orden de los Trinitarios Descalzos de la ciudad de Toledo. Realizó estudios de Filosofía y Teología en la Universidad de Alcalá. Demostró especiales dotes para el estudio y la predicación, llegando a ocupar el puesto de profesor. Dentro de su orden obtuvo los puestos de provincial para Castilla, León y Navarra.
La fama sobre su enorme cultura y aguda inteligencia fue creciendo hasta llegar a oídos del rey. Mientras impartía clases en Universidad de Alcalá, el rey Carlos II lo nombró predicador de la Cámara Real y teólogo de la Real Junta de la Inmaculada Concepción de la Virgen. Asimismo, consiguió el puesto de calificador dentro del Consejo Supremo de la Inquisición y el de teólogo consultor del nuncio de Su Santidad en Madrid.

## Obispo de Nicaragua y de La Paz
Su imparable avance dentro de la jerarquía eclesiástica y política, le llevó a asumir importantes cargos en el Nuevo Mundo, cuando ya bordeaba la edad de 60 años. Así, el 21 de noviembre de 1701 fue preconizado obispo de León, en Nicaragua, pero antes de tomar posesión y habiéndose ya puesto en camino hacia aquella diócesis, fue nombrado sobre el 14 de mayo de 1708 obispo de La Paz, en la provincia de Charcas (actual Bolivia).

## Arzobispo de La Plata o Charcas

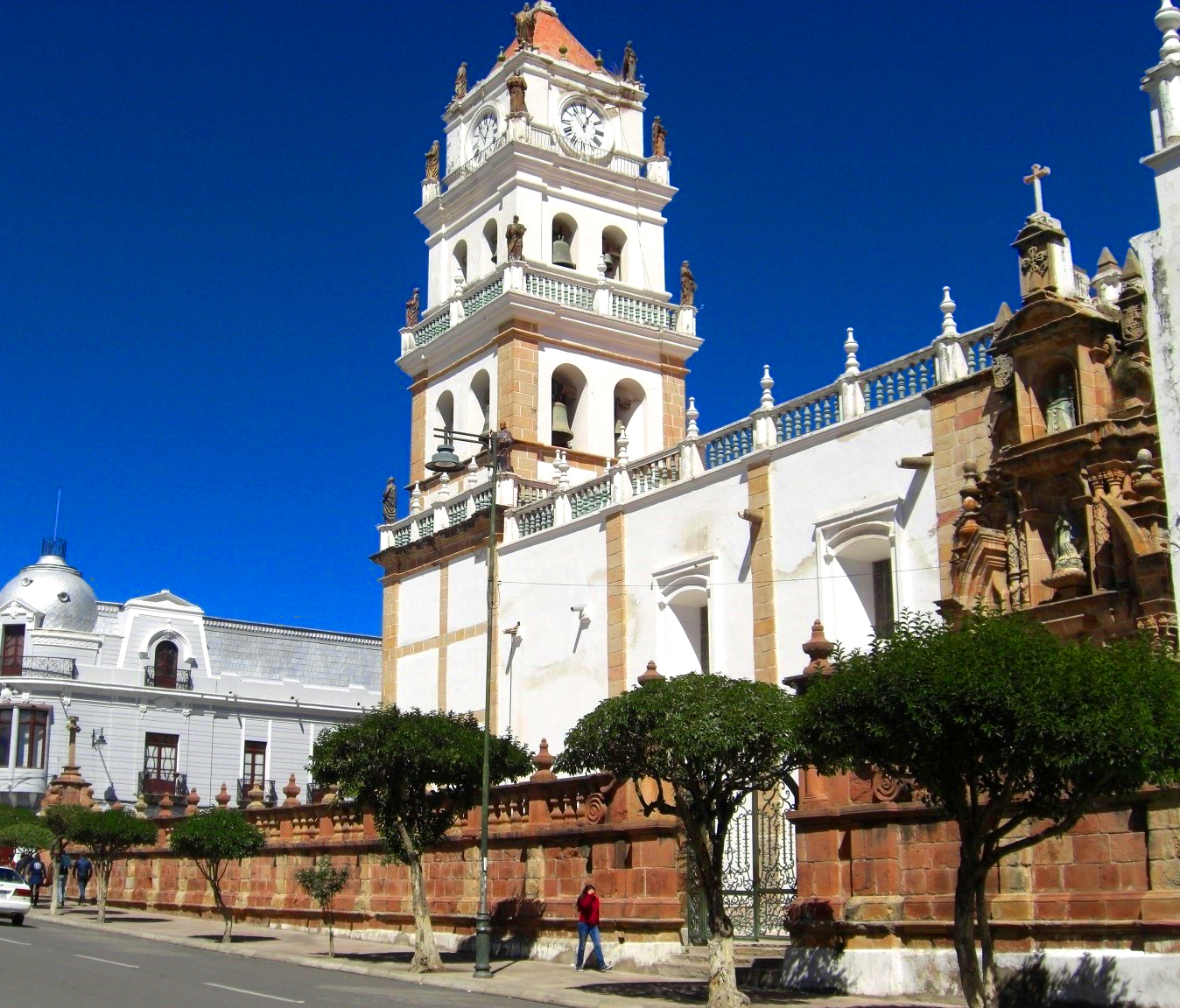
Catedral de Sucre, antes llamada Charcas.

Todavía se hallaba en plena visita pastoral de su diócesis de La Paz, cuando le llegó la noticia de su nombramiento como arzobispo de La Plata (en Charcas), ocurrida el 21 de marzo de 1714.
Lo más importante que realizó en el gobierno arquiepiscopal fue la visita pastoral y la edificación en la Catedral de Charcas de una capilla dedicada a San Juan de Mata, llamada comúnmente del Santo Rojas, la más suntuosa de dicho templo, por su extensión y decoración.

## Virrey interino del Perú
El 3 de noviembre de 1715, mientras ejercía el gobierno arquiepiscopal en La Plata, el rey Felipe V le ordenó que se trasladara a Lima y ocupara el cargo de virrey del Perú de manera interina, a la espera de la llegada del nuevo titular. Ello, a raíz de que el virrey previo, también interino, Diego Ladrón de Guevara (obispo de Quito), fuera relevado de su cargo. Mientras tanto, el poder pasó temporalmente a manos de Mateo de la Mata Ponce de León, presidente de la Real Audiencia de Lima, el 2 de marzo de 1716. La razón de la elección de Morcillo fue porque su nombre figuraba en el pliego de providencia para acceder accidentalmente el gobierno del virreinato en caso de necesidad mayor.
El 15 de agosto de 1716, Morcillo entró en Lima, asumiendo como virrey interino. Su gobierno fue breve: apenas duró 50 días, en los cuales no tuvo la oportunidad de tomar medidas de gran importancia para el virreinato, más allá de las propias que garantizaran su continuidad y estabilidad.. 

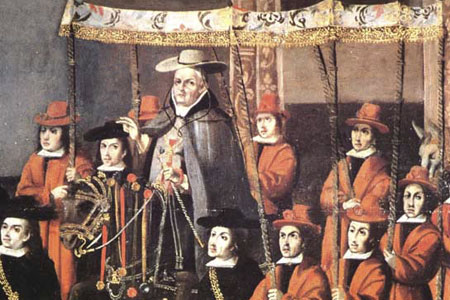
Detalle del cuadro Entrada del Virrey Arzobispo Morcillo en Potosí (1718), Obra de Melchor Pérez de Holguín. Museo de América, Madrid.

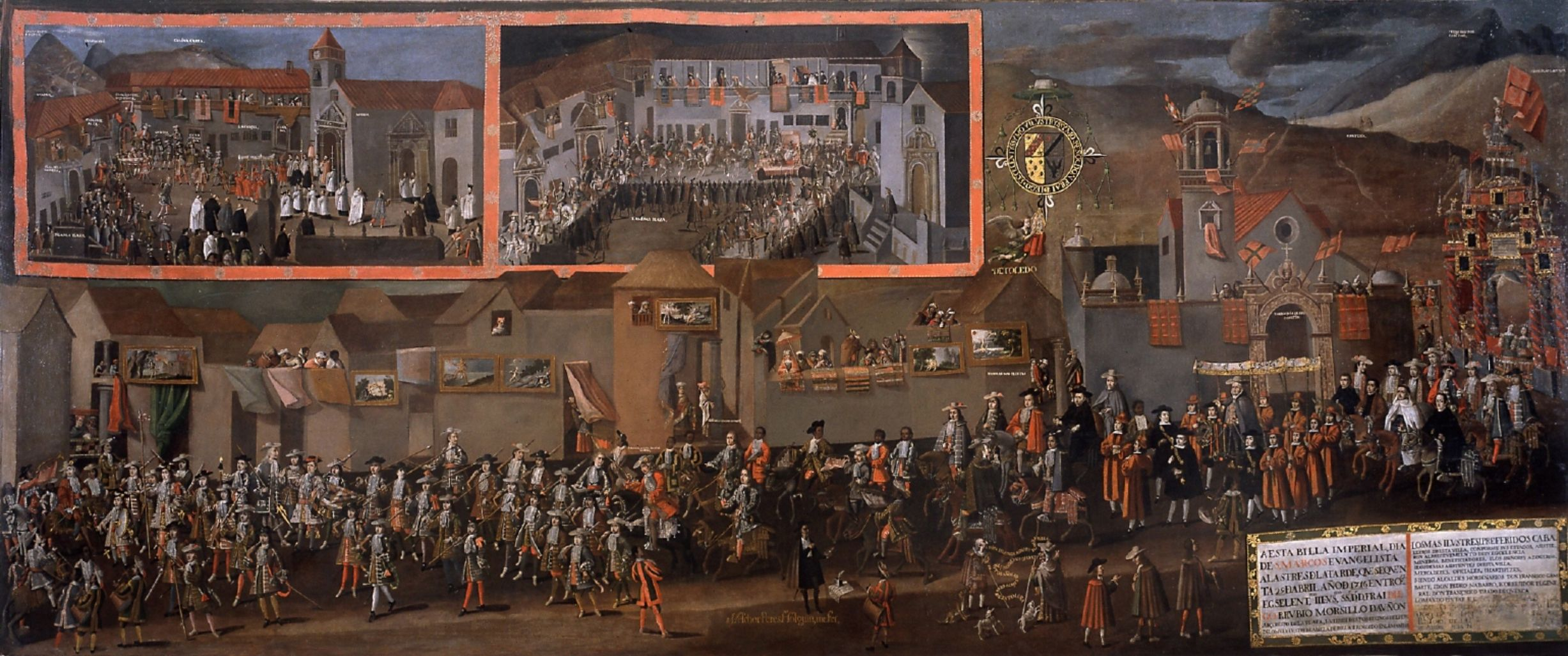
Entrada del arzobispo virrey Morcillo en Potosí (1718), Obra de Melchor Pérez de Holguín. Museo de América, Madrid.

El único suceso relevante durante su breve mandato fue el solemne recibimiento que tuvo en Potosí de parte de las principales corporaciones de dicho emporio minero, cuando se trasladaba por tierra de Charcas al puerto de Arica, escala obligatoria antes de embarcarse a Lima. Este hecho quedó registrado en dos grandes obras:
- El cuadro de gran formato pintado por el pintor potosino Melchor Pérez de Holguín titulado  Entrada del Virrey Arzobispo Morcillo en Potosí; y,
- El extenso relato que el cronista Bartolomé Arzáns de Orsúa y Vela incluyó en su libro Historia de la Villa Imperial de Potosí (1730).

Según se desprende de esos testimonios, Morcillo fue agasajado por el acaudalado gremio de mineros de Potosí con el fin de que, una vez posesionado como virrey, les fortaleciera sus privilegios, que incluían el mantenimiento del trabajo forzado conocido como mita y el permiso para convocar a indios voluntarios para las minas. Pero esos mineros por el momento quedaron decepcionados, pues al resultar el gobierno interino de Morcillo muy breve, este no pudo hacer nada a favor de ellos.
Finalmente, el 5 de octubre de 1716 llegó a Lima el virrey Carmine Nicolás Caracciolo, príncipe de Santo Buono, que venía con el título de virrey propietario o titular.  Según la tradición, al entregar el bastón de mando al príncipe, Morcillo le dijo que tendría que devolvérsele más tarde. Así ocurriría.
Hecho el traspaso del mando, Morcillo retornó a sus deberes eclesiásticos como arzobispo de La Plata.

## Virrey titular del Perú
El virrey Caracciolo gobernó tres años y unos meses, y él mismo pidió al rey que se le relevase del mando, pues deseaba regresar a Europa. Fue entonces cuando Morcillo recibió de nuevo el encargo real para que ejerciera como virrey, esta vez como propietario o titular del puesto. Contaba entonces con la avanzada edad de 78 años.
Morcillo entró solemnemente en Lima, tomando el mando el 26 de enero de 1720. El cabildo metropolitano le ofreció una misa de acción de gracias en la catedral, el 3 de febrero, durante la cual pronunció un sermón laudatorio el canónigo Vicente Ortiz de Foronda. Igualmente, la Universidad de San Marcos le tributó recibimiento, ceremonia donde el célebre polígrafo limeño Pedro de Peralta Barnuevo pronunció un discurso en su elogio.

### Aspecto defensivo

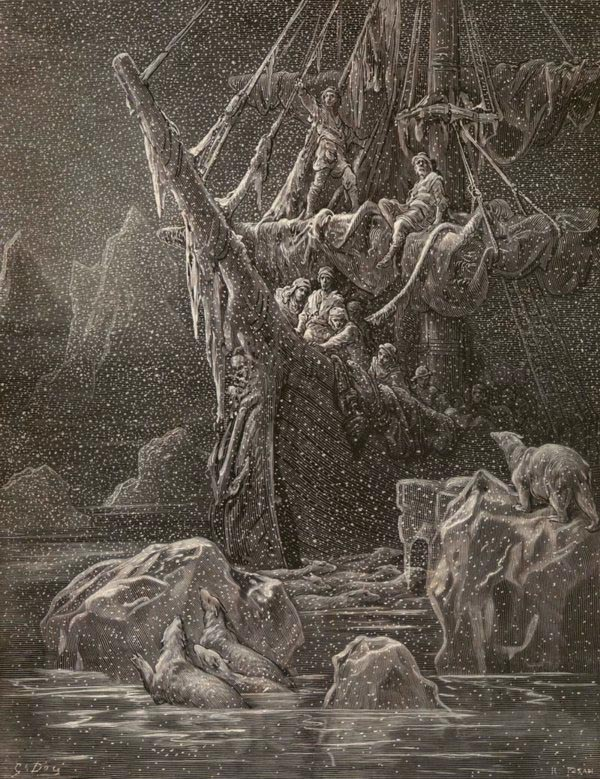
Los marineros ingleses en las frías aguas del Mar del Sur miran asombrados a los leones marinos desde su proa. Grabado de Gustave Doré, que aparece en el libro poético de Samuel Taylor Coleridge, Cantar del viejo marino, inspirada en los viajes australes de George Shelvocke.

En el aspecto de la defensa, entre 1720 y 1721 dispuso que se combatiera a los piratas ingleses John Clipperton y George Shelvocke, quienes, entrando por el estrecho de Magallanes, se dedicaron a asolar las costas del Mar del Sur, es decir, el litoral chileno y peruano. Todo ello se daba en el marco de la guerra entre España e Inglaterra (y los aliados de esta), la llamada guerra de la Cuádruple Alianza.
Clipperton fue el primero en alcanzar sucesivamente las costas de Chile y Perú. Apresó el galeón en el que venía de Panamá su viejo enemigo José Antonio de la Rocha y Carranza, marqués de Villa-Rocha, con su familia. Este personaje había sido Gobernador de Tierra Firme y presidente de la Real Audiencia de Panamá. En Nicoya, en el litoral de la actual Costa Rica, Clipperton dejó libre a la esposa y la familia del marqués, y regresó a las costas peruanas, donde bombardeó Arica en febrero de 1721, ante la defensa del puerto organizada apresuradamente por el corregidor José de Morales. El virrey despachó a la fragata Águila Volante, al mando de Nicolás Gerardino, para que interceptara al pirata, sin éxito. Otra nave enviada, comandada por el general Pedro Medranda, tampoco logró su objetivo.
Por su parte, George Shelvocke saqueó Chiloé, capturó naves mercantes en Concepción, e incendió el puerto de Paita el 21 de marzo de 1720 al negarse su población a pagar rescate. Morcillo envió contra él tres navíos de guerra españoles, al mando del general Bartolomé de Urdinso, sin que lograran el objetivo de capturarle. Luego de una serie de peripecias novelescas, Shelvocke prosiguió su viaje hacia Panamá donde se unió con su camarada Clipperton, y juntos se dirigieron a California, desde donde emprendieron el regreso a Inglaterra vía el Océano Pacífico, aunque con un botín no tan sustancioso como hubiesen deseado. Clipperton continuaba llevando cautivo al marqués De la Rocha, de quien esperaba lograr un buen rescate, pero este se fugó no bien le dejaron desembarcar en las islas Marianas.
Finalmente, hubo otra incursión, la del corsario holandés Jakob Roggeveen por el estrecho de Magallanes, que concluyó con el descubrimiento de la isla de Pascua el 6 de abril de 1722. Era lunes de Pascua, por lo que la isla fue bautizada con ese nombre que hasta hoy conserva.
Morcillo hubo de costear con su propio peculio la reparación de los navíos de guerra.

### Aspecto económico
Sus biógrafos destacan a Morcillo como un inteligente administrador en el plano económico. Bajo su mandato se registró un gran aumento de los ingresos reales en la colonia. 
En Huancavelica no sólo atendió al gremio de mineros, proveyendo a los oficiales reales del dinero necesario para la adquisición de azogue, sino que fijó su precio en el modo más favorable para la Tesorería Real. Con relación a las minas de Potosí, acató el compromiso que había adquirido en 1716 con el gremio de mineros de dicha villa para fomentar su reactivación y, en cumplimiento de ello, no abolió la mita de indios.
La superintendencia de minas registró un importante superávit que se invirtió en el arreglo de las cureñas del puerto del Callao y en la reparación del puente de Pilcomayo que comunicaba las ciudades de La Plata y Potosí.

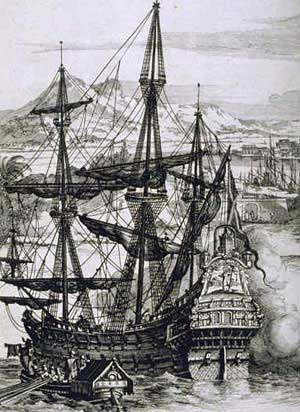
Un galeón español. Grabado de Alberto Durero.

Por bando del 11 de marzo de 1720 prohibió el comercio ilícito por las costas peruanas y comunicó en 1722 al Consejo de Indias que había alejado a diez bajeles franceses cargados de mercadería europea, y capturado a otro al que puso a la venta.
En 1722 llegó a la feria de Portobelo el Royal George, el primer navío de permiso autorizado para traer 650 toneladas de mercadería inglesa, en conformidad con lo dispuesto en el Tratado de Utrecht firmado entre España e Inglaterra en 1714. El tráfico en la feria se desarrolló entre junio y agosto, y los ingleses lograron vender todas sus mercancías. A la larga, estos serían los grandes beneficiados, al utilizar métodos fraudulentos para introducir más mercaderías de la que oficialmente se permitían, entre otros fraudes que fueron denunciados por Dionisio de Alcedo Herrera.
Otro asunto del interés del virrey fueron los derechos del cobro del almojarifazgo, la alcabala, la avería y otros impuestos, que estaban a cargo del Tribunal del Consulado de Lima, según asiento firmado entre el gremio de comerciantes y el gobierno virreinal en 1690. Morcillo firmó un nuevo asiento en 24 de enero de 1722, con motivo de la reapertura de la feria de Portobelo, asiento que era favorable para el erario real. Pero en 1724 la Corona abolió dicho asiento, aduciendo que era desventajosa para sus intereses, por lo que ordenó que en adelante los oficiales reales se encargaran de la recaudación de esos impuestos. Morcillo, en entendimiento con el gremio de comerciantes, envió un diputado del Comercio a la Corte para que explicara la conveniencia de mantener el asiento. Ese diputado fue el ya mencionado Dionisio de Alcedo Herrera, pero su vigorosa exposición del asunto no cambió la decisión de la Corona.
De todos modos, bajo la gestión del arzobispo Morcillo, las rentas reales se elevaron, a tal punto que se pudo enviar hacia España a la fragata Águila Volante al mando de Nicolás Gerardino con un importante cargamento de plata y otras riquezas como donativos. Fue el primer bajel que hizo el viaje directo desde el Callao hasta Cádiz, vía el estrecho de Magallanes (1722).

### Orden interno
En cuanto al orden interno, Morcillo tuvo que enfrentar en marzo de 1723 el alzamiento de los indios araucanos en Chile, que condujo al abandono de los fuertes de Concepción, Purén y Nacimiento. En una carta que envió al rey, Morcillo atribuyó dicha rebelión a las extorsiones que sufrían los indígenas a manos de los oficiales del gobierno. Por real cédula del 30 de diciembre de 1724, se ordenó que el número de hombres en armas en Chile se elevara a dos mil y que los mismos procedieran a apaciguar a los indios, mejorando el trato a esas poblaciones y perdonando a los que habían cometidos delitos durante la insurrección.

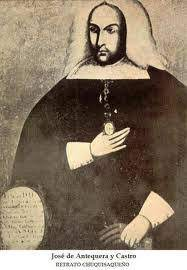
Retrato de José de Antequera y Castro, el fiscal de la Audiencia de Charcas que se puso a la cabeza de rebelión de los comuneros del Paraguay.

Ocurrieron también los graves incidentes de Paraguay, a raíz de la intervención del fiscal José de Antequera y Castro, en la llamada revolución comunera. Antequera, como miembro de la Real Audiencia de Charcas, había sido comisionado para investigar los cargos que los comuneros criollos del Paraguay habían formulado contra su gobernador Diego de los Reyes Balmaceda. Este contaba con el respaldo de los jesuitas. Llegado a Asunción, Antequera abrió juicio a De los Reyes, lo destituyó y lo puso en prisión. Luego, aceptó el mando que le ofrecieron los criollos. El depuesto gobernador se quejó al virrey Morcillo, y éste ordenó su inmediata libertad y reposición en su cargo. Antequera afectó creer que la orden era falsa y no la obedeció.
Morcillo, ya muy anciano, adoptó muy débiles disposiciones ante la rebelión de Antequera y los comuneros, y sería su sucesor en el virreinato quien se encargaría de pacificar el Paraguay.

### Aspecto social
En el terreno social, correspondió a este gobierno aplicar la real cédula de 1720 que suprimía el régimen de la encomienda, lo que liberó a los indios de este sistema de explotación. No parece que Morcillo haya hecho cumplir tal orden de manera cabal, siendo desacatada en varias regiones. Fue su sucesor, el enérgico virrey Marqués de Castelfuerte, quien la aplicó sin excusa. Sin embargo, algunas encomiendas persistieron hasta la segunda mitad del siglo XVIII, como fue el caso de las de Chiloé.
Entre los años 1719 y 1720 hubo una devastadora epidemia en el sur peruano, que también afectó al Alto Perú e incluso a la región de Río de la Plata (de donde al parecer provino). Posiblemente era tifus exantemático, que mermó a la población indígena de la sierra, particularmente en el Cuzco, donde fue conocido como la peste grande. A ello siguió un periodo de escasez de alimentos, debido a la falta de fuerza de trabajo, por muerte o huida de los pobladores.
Fue la actividad minera la que se vio especialmente afectada con el bajón demográfico, ante la falta de mitayos o trabajadores de la mita, justo en momentos en que el virrey había vuelto a autorizar dicho sistema de trabajo. Fue un problema que se prolongaría por mucho tiempo más.

### Patronato regio
En agosto de 1722 fue presentada al virrey la licencia para elevar a monasterio el beaterio de las mercedarias en Lima, pero su institución no se realizó sino hasta 1734. Este monasterio se halla en la actual cuadra 10 del jirón Áncash (antes Calle Mercedarias). 

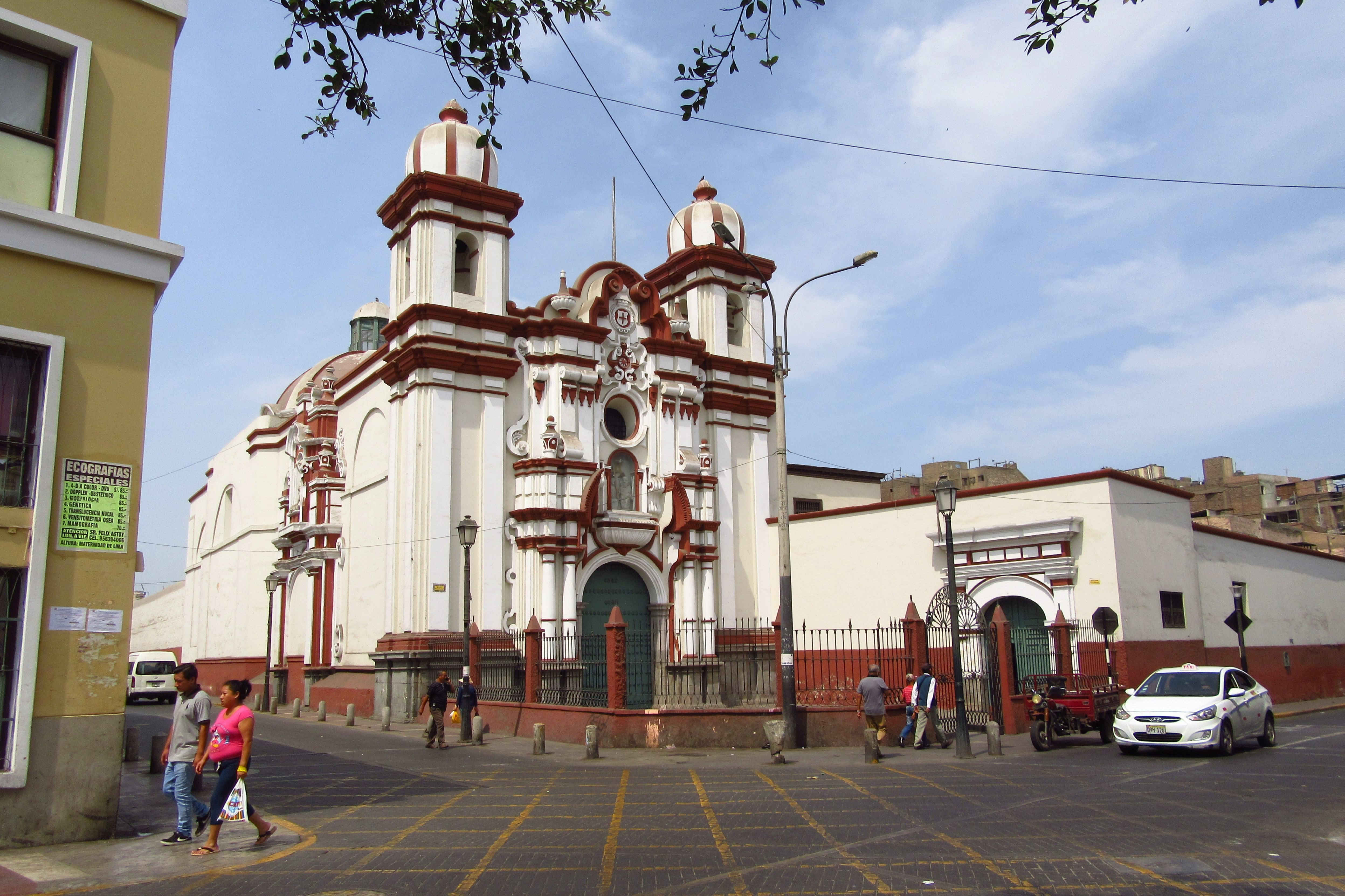
Iglesia de las Trinitarias en Lima.

A Morcillo le correspondió presidir la inauguración de la nueva Iglesia y Convento de las Monjas Trinitarias en Lima, el 30 de mayo de 1722. Nacida como beaterio en 1673, había sido elevada a monasterio en 1683. Su nueva construcción fue financiada por el maestre de campo Bernardo de Gurmendi, acaudalado vecino de Lima, la cual reemplazaba a la construcción original, que era humilde y llana. El arzobispo impulsó esta obra, a la que sentía cercana a su afecto, por haber también profesado el hábito trinitario.
En 1724 quedó instalado el monasterio del Carmen en Trujillo y los franciscanos erigieron el colegio y convento de Santa Rosa de Ocopa en la región del Ucayali. 

### Acontecimientos importantes
En otros sucesos importantes que ocurrieron durante su mandato virreinal se deben mencionar: 

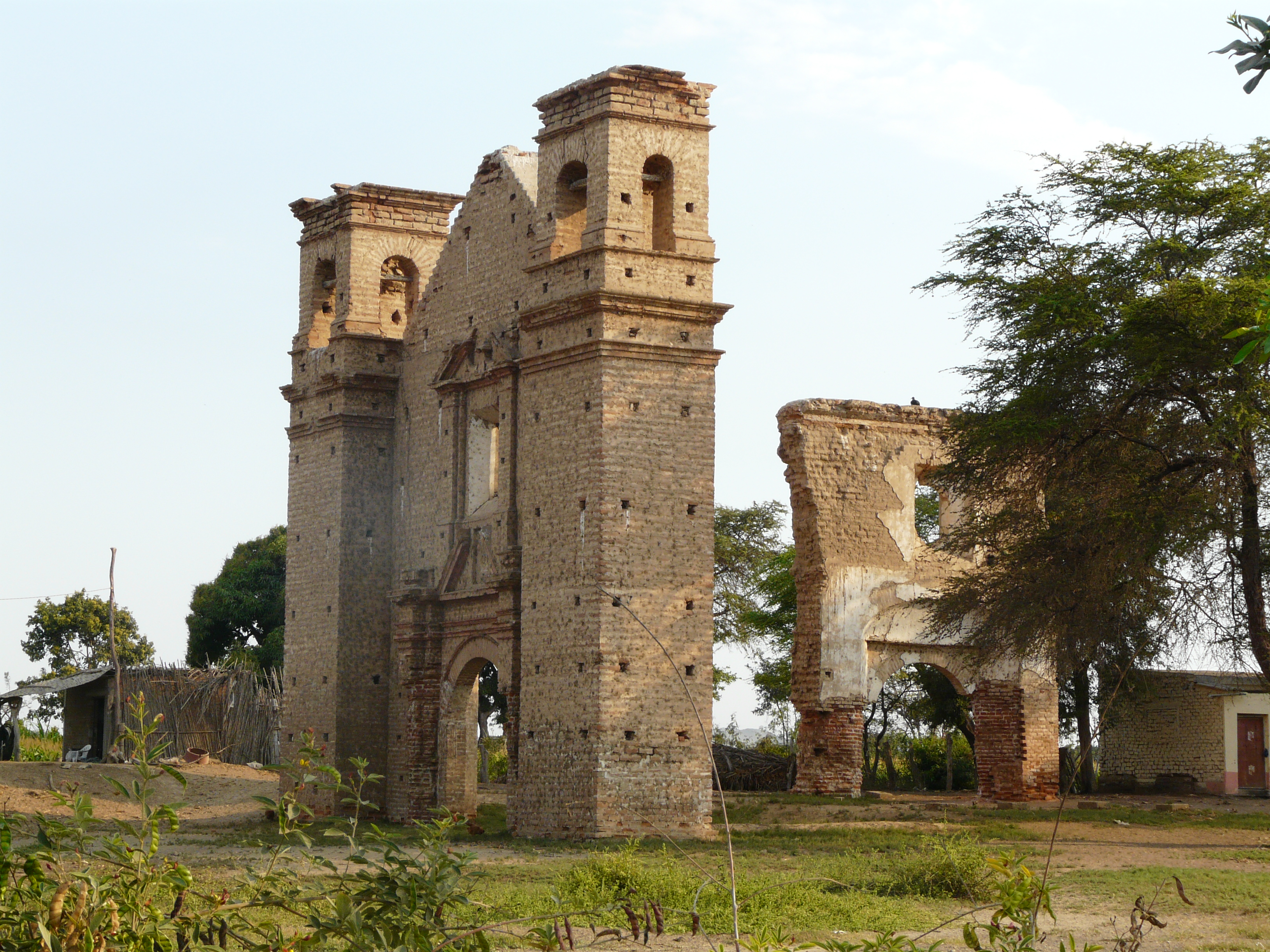
Ruinas de Saña. Iglesia de San Agustín.

- La desaparición de Saña, próspera villa del norte peruano que sucumbió el 15 de marzo de 1720 por una inundación provocada por torrenciales lluvias, que duraron quince días. Se trataba de una catástrofe provocaba por lo que hoy llamamos el Fenómeno El Niño. Todavía se pueden ver las ruinas de iglesias y conventos, que nos dan una idea de la prosperidad que tuvo la villa.[1][39][40]
- La supresión en 1722 del Virreinato de Nueva Granada, que había sido creado en 1717, reincorporándose así el territorio de su jurisdicción al Perú (aunque sería restablecido definitivamente en 1739).[14]
- En 1723 se celebraron en Lima con pomposas fiestas el matrimonio del príncipe de Asturias, después rey bajo el nombre de Luis I, con la princesa Luisa Isabel de Orleáns, que se había realizado el año anterior.[41][28]

### Elección como arzobispo de Lima. Fin de su gobierno virreinal
Tras la muerte del arzobispo titular de Lima, Antonio de Soloaga, Morcillo fue preconizado para sucederle el 12 de mayo de 1723. Tomó posesión de su sede el día 18 de diciembre, y en atención a su ardua y fatigosa labor como virrey, tuvo que delegar parte de su responsabilidad en el máximo puesto religioso a su sobrino Pedro Morcillo Rubio de Auñón, que a sus instancias fue preconizado como obispo titular de Drazen y obispo auxiliar de Lima.
El gobierno paralelo de Morcillo como virrey y arzobispo no duró mucho. En vista a su edad avanzada y a la necesidad de que el virreinato contara con un gobernante enérgico en momentos en que se hallaba convulsionado por la revuelta de los comuneros del Paraguay, el rey Felipe V decidió relevarlo del gobierno virreinal. Esto sucedió poco antes de que dicho rey abdicara en su hijo Luis I, en enero de 1724, aunque este fallecería a los pocos meses, viéndose entonces obligado Felipe V a retornar al trono.
El designado para nuevo virrey del Perú fue un militar, José de Armendáriz, marqués de Castelfuerte, que tomó posesión del gobierno el 14 de mayo de 1724. En total, Morcillo gobernó como virrey cuatro años, tres meses y diecisiete días (aparte de los cincuenta días que gobernó como virrey interino en 1716).
Morcillo no dejó a su sucesor una relación de su gobierno, como era la costumbre de los virreyes. De otro lado, se publicaron diversos escritos acusándolo de serias irregularidades: malversación de fondos, nepotismo, ambición desmedida, corrupción, sobornos, etc. La defensa del gobierno de Morcillo la realizó el polígrafo limeño Pedro de Peralta y Barnuevo en su obra Diálogo político. La Verdad y la Justicia.

## Arzobispo de Lima

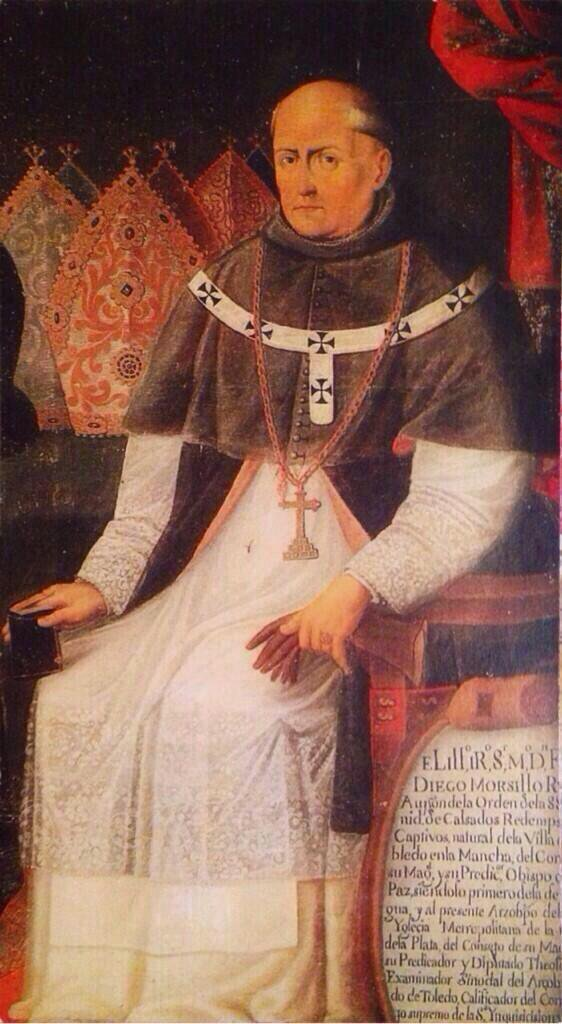
D. Diego Morcillo y Rubio de Muñón, XXVII virrey del Perú y X arzobispo de Lima.

A poco de haber entregado el mando al marqués de Castelfuerte, se efectuó la ceremonia oficial de su entronización en el arzobispado de Lima, el 17 de julio de 1724. Fue el obispo de Concepción, Francisco Antonio de Escandón, quien le impuso el palio. Desde ese momento, Morcillo pasó a dedicarse exclusivamente de su labor eclesial, hasta sus últimos días.

### Canonización de Toribio de Mogrovejo y Francisco Solano
Respecto a su labor apostólica, cabe destacar que en su tiempo y gracias a su intercesión, el papa Benedicto XIII elevó a los altares a los beatos Toribio de Mogrovejo y Francisco Solano, dos de los santos más importantes de Perú (1726). La celebración en Lima de la canonización de Toribio de Mogrovejo se realizó en 1729, y Morcillo, con 87 años de edad a cuestas, presidió la ceremonia que fue muy suntuosa. La celebración en honor a Francisco Solano se pospuso hasta 1734, debido a que la orden franciscana (a la que pertenecía el santo), quiso prepararla debidamente para darla un especial relieve.

### La historia eclesiástica de Alonso de la Cueva
En 1724, Morcillo comisionó al licenciado Alonso de la Cueva Ponce de León en viaje a España para que recopilara información de los archivos y redactara una historia eclesiástica sobre los sucesos y los hombres ilustres de la iglesia peruana. Mendiburu afirma que para 1749 Cueva tenía ya tres tomos en folios listos para la imprenta, y dos en borrador, pero que no había encontrado constancia de que se hubiese publicado.

### Controversia
Morcillo vivió austeramente, demostrando sencillez en los actos cotidianos, pero al mismo tiempo se destacó por hacer generosas distribuciones de limosnas. Como autoridad política y religiosa se destacó por su diligencia en el envío de donativos para la Corona, y se dijo en su momento que a ello debió su elevación a los altos cargos que ocupó, acusación que el historiador Manuel de Mendiburu recogió en su Diccionario histórico biográfico del Perú (publicado a fines del siglo XIX). Dicho historiador dice incluso que el rey Felipe V, satisfecho por sus donativos, le escribió una carta de su puño y letra, en el que, entre otras expresiones de agradecimiento, le dijo textualmente: «Vos sois mi padre que os acordáis de mi en esos reinos». El rey bordeaba entonces los 40 años de edad, mientras que el arzobispo superaba ya los 80.
El historiador Rubén Vargas Ugarte no comparte ese juicio negativo y dice al respecto:

Acriminarle [a Morcillo] por el hecho de haber socorrido con largueza al Rey, desprendiéndose inclusive de sus emolumentos, tiene visos de fariseísmo y suponer que lo hizo por ambición o por halagar al soberano es necedad, cuando había llegado a ocupar los más altos puestos a que pudiera aspirar.

### Benefactor de su orden y de su ciudad natal
También destacó como benefactor de su orden trinitaria y de su ciudad natal, donando importantes sumas de su fortuna personal. Destinó 200 000 pesos para erigir en Roma el convento y la iglesia de la Santísima Trinidad de los Españoles, con el fin de que fuera un lugar de acogida de los sacerdotes trinitarios durante sus visitas a la Ciudad Eterna.
A su mecenazgo se deben importantes donaciones en metálico para construir iglesias y conventos de trinitarios calzados, tanto en Perú como en Castilla-Toledo, Alcalá o su propio pueblo de Villarrobledo donde fundó un convento de carmelitas.  En la parroquia de esta última localidad se conserva el ostensorio que envió desde Nicaragua en el año 1708. Hay otra pieza en el convento de Villarrobledo enviada por su sobrino Pedro Morcillo Rubio de Auñón.[cita requerida]

## Fallecimiento

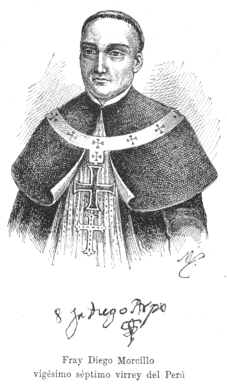
Fray Diego Morcillo y su rúbrica. Grabado por Evaristo San Cristóval (1891).

El arzobispo Morcillo falleció en su sede de Lima el 11 de marzo de 1730, a la edad de 88 años, y fue sepultado en la cripta de la Catedral de Lima. En 1743, a instancias de su sobrino Pedro Morcillo Rubio de Auñón (obispo del Cuzco), sus restos fueron reubicados en la capilla que lleva su nombre en el mismo templo y que actualmente se encuentra en proceso de restauración. 
De esta ilustre personalidad, el historiador Rubén Vargas Ugarte ha dicho lo siguiente:

“Fue D. Fray Morcillo ejemplar religioso en los años en que vivió en los claustros y en el ejercicio de la dignidad episcopal procedió con suavidad y prudencia, sin dar motivo a quejas por parte de sus subordinados. Ya entrado en años, fue llamado a desempeñar el cargo de Virrey, que no era el más adaptado a su carácter y circunstancias, pero no puede decirse que descuidara en él sus deberes e incurriese en desaciertos. Breve fue el tiempo de su gobierno y, vistas todas las cosas, más derecho tiene al encomio que al vituperio”.

## Publicaciones
Entre sus obras originales sobresale Clamores de la obligación.